# Ов'єдо (Флорида)
Ов'єдо (англ. Oviedo) — місто (англ. city) в США, в окрузі Семінол штату Флорида. Населення — 40 059 осіб (2020).

## Географія
Ов'єдо розташоване за координатами 28°39′43″ пн. ш. 81°11′14″ зх. д. / 28.66194° пн. ш. 81.18722° зх. д. (28.661918, -81.187189).  За даними Бюро перепису населення США в 2010 році місто мало площу 40,15 км², з яких 39,39 км² — суходіл та 0,76 км² — водойми.

## Демографія
Згідно з переписом 2010 року, у місті мешкали 33 342 особи в 11 125 домогосподарствах у складі 8933 родин. Густота населення становила 830 осіб/км².  Було 11720 помешкань (292/км²).
Расовий склад населення:
| - 81,9 % — білих - 8,6 % — чорних або афроамериканців - 3,8 % — азіатів - 0,2 % — корінних американців - 2,8 % — осіб інших рас |

До двох чи більше рас належало 2,8 %. Частка іспаномовних становила 16,3 % від усіх жителів.
За віковим діапазоном населення розподілялося таким чином: 28,2 % — особи молодші 18 років, 64,4 % — особи у віці 18—64 років, 7,4 % — особи у віці 65 років та старші. Медіана віку мешканця становила 35,3 року. На 100 осіб жіночої статі у місті припадало 96,8 чоловіків;  на 100 жінок у віці від 18 років та старших — 94,5 чоловіків також старших 18 років.
Середній дохід на одне домашнє господарство  становив 94 670 доларів США (медіана — 80 378), а середній дохід на одну сім'ю — 104 309 доларів (медіана — 90 879). Медіана доходів становила 58 087 доларів для чоловіків та 40 476 доларів для жінок. За межею бідності перебувало 6,3 % осіб, у тому числі 4,8 % дітей у віці до 18 років та 8,0 % осіб у віці 65 років та старших.
Цивільне працевлаштоване населення становило 18 202 особи. Основні галузі зайнятості: освіта, охорона здоров'я та соціальна допомога — 22,1 %, науковці, спеціалісти, менеджери — 15,7 %, роздрібна торгівля — 13,9 %.